# Makes Me Wonder
Makes Me Wonder este un cântec scris de formația pop-rock Maroon 5, recompensat cu un premiu Grammy. Este a doua piesă de pe albumul de studio It Won't Be Soon Before Long (2007) și reprezintă primul extras pe single de pe album.

## Compunerea piesei. Semnificații
Versurile melodiei îmbracă două semnificații: frustrarea și indignarea resimțite de Adam Levine cu privire la războiul din Irak, în contrast cu simplul sentiment de iubire.
| “ | Am vrut să scriu o piesă cu temă politică, un cântec care să reflecte ceea ce simt, dar este unul dintre cele mai grele lucruri de făcut. | ” |

## Videoclip
Videoclipul filmat pentru Makes Me Wonder a fost lansat în cadrul emisiunii MTV Total Request, pe data de 29 martie 2007. Clipul este filmat într-un aeroport cu aspect futurist, în regia lui John Hillcoat.

## Extras pe single. Performanțe
Makes Me Wonder este primul extras pe single de pe albumul It Won't Be Soon Before Long. Piesa a câștigat un premiu Grammy. Premiera mondială a avut loc la un post de radio din Las Vegas, primind critici pozitive din partea publicului și a specialiștilor.
Piesa a reușit să debuteze pe primul loc în topul Billboard Hot 100, doborând astfel un record deținut de cântăreața americană Kelly Clarkson.